# Targ za Żelazną Bramą w Warszawie (obraz Stanisława Masłowskiego)
Targ za Żelazną Bramą – obraz – akwarela o wymiarach 19 × 25 cm polskiego malarza Stanisława Masłowskiego (1853–1926) z 1884 roku, znajdująca się (2022) w zbiorach Muzeum Narodowego w Warszawie, nr inwent.: Rys.Pol.8434 MNW, opatrzona sygnaturą: „ST. MASŁOWSKI/1890.” Data na sygnaturze nie jest tożsama z datą powstania obrazu.

## Opis
Akwarela, o wymiarach 19 × 25 cm przedstawia widok targowiska na Placu za Żelazną Bramą w Warszawie w drugiej połowie XIX stulecia. Na pierwszym planie akwarela ukazuje zgrupowanie straganów, a także sprzedawców i kupujących w wilgotny dzień na mokrej, błotnistej powierzchni placu. Po prawej widać zaprzęgi konne i postać ludzką dźwigającą ładunek na plecach. Na dalszym planie widać fasady domów – jednopiętrowych kamienic i ich realistycznie, szczegółowo potraktowane dachy. Po lewej, w głębi widać parterowy budynek z dachem w remoncie lub w budowie (odsłonięte krokwie).
Całość obrazu jest utrzymana w ciepłej, kremowej tonacji z jednolicie szarym niebem. Sygnatura u dołu, po lewej może wprowadzać widza w błąd, ponieważ została umieszczona sześć lat po namalowaniu obrazu.

## Dane uzupełniające
Obraz pochodzi z wczesnego okresu twórczości artysty – malarza w wieku około 30–31 lat. Tadeusz Dobrowolski – pisząc o jego „Wschodzie księżyca” wymieniał również omawianą akwarelę następująco: „[...]” Z kolei [...] w dalszym ciągu używał akwareli, malując np. w r. 1884 'Targ za Żelazną Bramą’ „[...]
Były to lata 1884–1887, w których – według syna artysty, historyka sztuki, Macieja Masłowskiego – „malarz [...] wszedł w nową fazę twórczości i w nowe środowisko sztuki nawiązując bliskie stosunki koleżeńskie z grupą malarzy i pisarzy związaną z 'Wędrowcem', z A. Gierymskim i A. Sygietyńskim, z młodymi J. Pankiewiczem i W. Podkowińskim. W 1884 roku powstała w pracowni jego duża olejna kompozycja pejzażowa 'Wschód księżyca' (Muzeum Narodowe w Krakowie – Oddział w Sukiennicach). W malarstwie Masłowskiego zaczęła dominować wtedy problematyka światła w nocy i w dzień – obok koloru pojawił się problem waloru.”
Omawiana akwarela, wraz z innymi studiami o tematyce warszawskiej z 1884 roku miała służyć jako materiał do projektowanej przez Stanisława Witkiewicza, lecz nie zrealizowanej, publikacji o Warszawie.
„Targ za Żelazną Bramą” był jedną z wielu, bliskich mu tematycznie, prac artysty z owego roku – ukazujących Warszawę z drugiej połowy dziewiętnastego wieku. Były one reprodukowane w formie graficznej w czasopismach „Wędrowiec” i „Tygodnik Illustrowany”. Na przykład w „Wędrowcu” zamieszczono wtedy: „Targ na ryby za Żelazną Bramą” (ss.357 i 366), „Sprzedaż herbaty za Żelazną Bramą” (s.474), „Sprzedaż chleba za Żelazną Bramą” (s.600), „Żelazna Brama” – drzeworyt Masłowskiego pod nagłówkiem „Warszawa zanikająca” jako ilustracja do artykułu Artura Gruszeckiego pt. „Żelazna Brama” (s.308), drzeworyt zatytułowany: „Tragarz zza Żelaznej Bramy” (s.348). W Tygodniku Ilustrowanym (1884/1, s.56) – można natomiast znaleźć ilustrację: „Z bruku warszawskiego”
Omawiany obraz był reprodukowany w:
- Stanisław Masłowski – Akwarele – 12 reprodukcji barwnych, Warszawa 1956, ze wstępem Macieja Masłowskiego, wyd. „Sztuka”, karta nr 1 – z objaśnieniem w spisie ilustracji: „Targ za Żelazną Bramą (akwarela, wielk, oryg. 180x255 mm) depozyt B. Wydżgi, Muzeum Narodowe w Warszawie”
- „Wędrowiec” 1884, s. 366, 457 jako ilustracja zatytułowana: „Targ na rynku za Żelazną Bramą [w Warszawie]”[13]

## Literatura
- Tadeusz Dobrowolski: Nowoczesne malarstwo polskie, t. II, Wrocław – Kraków, 1960, wyd. Zakład Narodowy im. Ossolińskich – Wydawnictwo
- Ludwik Grajewski: Bibliografia ilustracji w czasopismach polskich XIX i pocz. XX w. (do 1918 r.), Warszawa 1972, Państwowe Wydawnictwo Naukowe
- Stanisław Masłowski: Materiały do życiorysu i twórczości, oprac. Maciej Masłowski, Wrocław, 1957, wyd. „Ossolineum”
- Stanisław Masłowski: Akwarele – 12 reprodukcji barwnych, Warszawa 1956, ze wstępem Macieja Masłowskiego, wyd. „Sztuka”
- Polski Słownik Biograficzny, Wrocław – Warszawa – Kraków – Gdańsk, 1975, wyd. „Ossolineum”, tom XX/1, zesz.84
- Stanisław Witkiewicz: Aleksander Gierymski, Warszawa 1950, wyd. II